# Заповідник Хутсе
Заповідник Хутсе —  заповідник дикої природи на півдні Ботсвани. Площа Хутсе 2500 км². Заснований у 1971 році.
Назва Khutse мовою секвена (місцевий діалект сетсвана), означає «де людина стає на коліна, щоб пити». Через свою близькість і відносну доступність до столиці країни заповідник Хутсе є улюбленим місцем для відвідувачів і жителів Габороне. Заповідник знаходиться лише за 240 км від столиці.
Заповідник примикає до Центрального заповідника Калахарі на півночі та поєднує в собі більшість типів середовищ існування Калахарі – хвилясті луки, русла річок, викопні дюни, трав’яні та відкриті солончаки.

## Флора і фауна
Заповідник має високу концентрацію тварин, зокрема тут часто зустрічаються: спрингбок, гемсбок, зебра, дікдік, бородавочник, південноафриканська жирафа, антилопа гну, конгоні, великий куду, стенбок, дуїкер сірий. А також часто зустрічаються хижаки: чепрачний шакал, лев,  леопард, гепард, каракал, степовий кіт, лисиця вухата, сурикат, медоїд, африканський дикий собака, плямиста гієна і бура гієна що знаходиться під загрозою зникнення.